# 美童公学

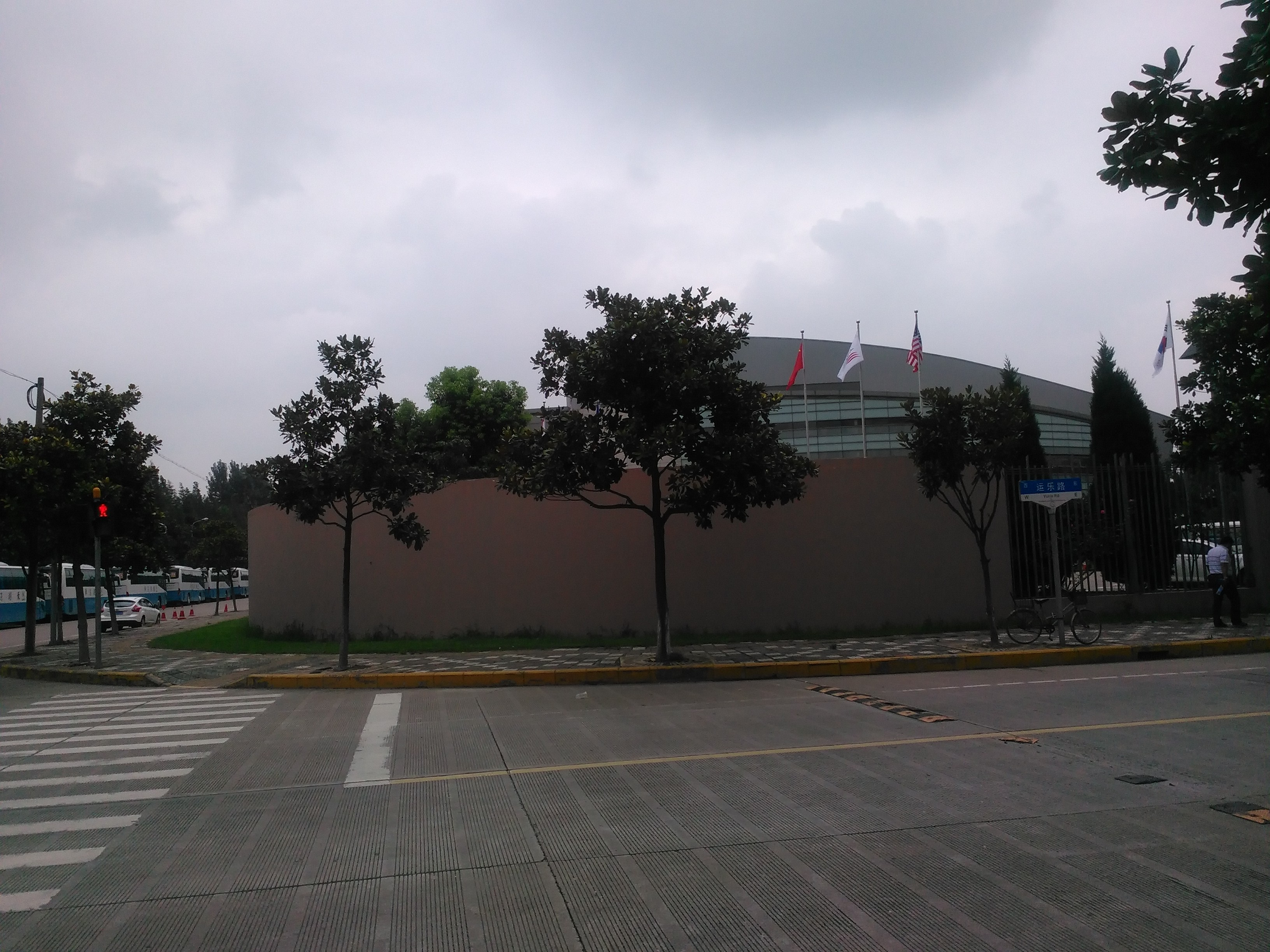
浦西校区 (Puxi Campus)

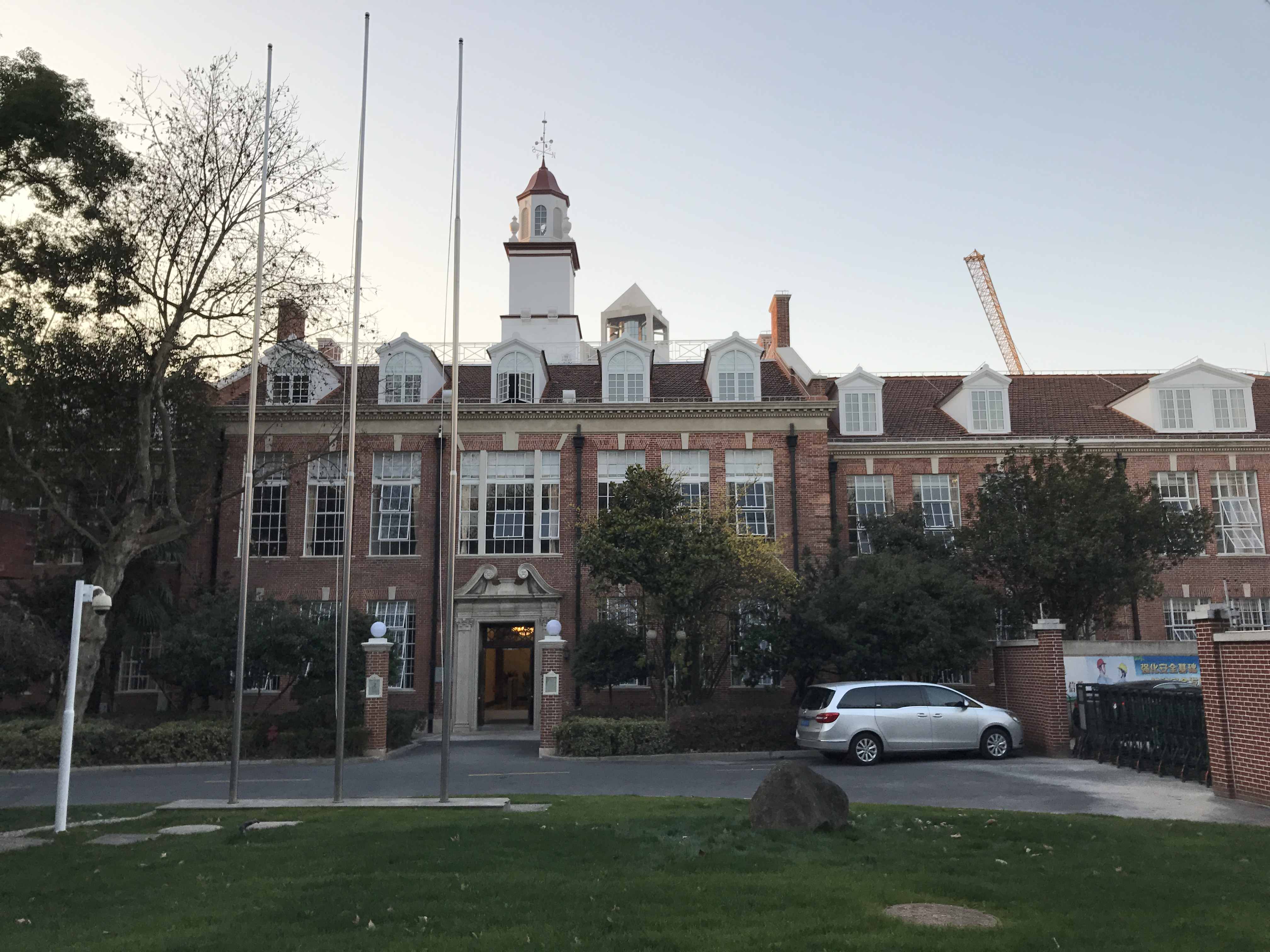
美童公学近景

美童公学（英語：Shanghai American School），又名上海美国学校，是1912年至1949年上海一间主要面向美国侨民子女开设的国际学校。原校址位于上海市徐汇区衡山路10号，现为七〇四研究所（中国船舶重工集团公司上海船舶设备研究所）所在地。学校主楼于1994年被列入第二批上海市优秀历史建筑，宿舍楼及水塔于2004年被列入第四批上海市优秀历史建筑。
1980年于上海复校，中文名为上海美国学校，现有浦西诸翟镇和浦东的三甲港两个新校区。

## 历史
1896年上海原开设有面向来华传教士子女的朱厄尔私立学校（Jewell Miss School），校址位于虹口昆山路。辛亥革命后南市的传教士来到虹口，致使其入学压力激增。美国侨民遂希望建立一所教会背景的联合学校。1912年4月25日决定在虹口四川北路建立美童公学，由美南长老会中国差会拨款。
1912年9月17日，美童公学成立，入学时有38名学生，年内增至68名，学制覆盖幼儿园到高中。1920年学生达500人。1923年8月20日，由于入学人数增多，学校整体搬迁至位于美国侨民聚集区法租界贝当路的美童公学新校区。1949年起，美童公学生源逐步减少，学校管理会投票决定于1949年9月1日关闭学校。
1980年上海美国学校在美国驻上海总领事馆复校，1989年开始使用市三女中校舍授课。后在浦西的诸翟镇和浦东的三甲港建立两个校区。

## 已知中国籍董事
1. 刘志原
2. 徐贤奇
3. 张宇礼（历任校长）
4. 李德龙（目前已知股东）
5. 林子威（目前已知股东）
6. 兰益廷
7. 林丹华
8. 谢函
9. 兰明原
10. 万丈一

## 建筑
位于衡山路10号的美童公学占地37,210平方米，建筑面积6,118平方米，建于1922年。存有主楼、宿舍楼、水塔三座历史建筑。主楼由美国建筑师亨利·墨菲设计。采用纵向三段式结构，红砖墙面，中心修筑有塔楼，模仿费城独立厅形式。宿舍楼现为七〇四研究所家属楼，红砖墙面，屋顶为缓坡带有天窗，底层为拱券门窗。水塔为方形，红砖墙面，挑檐屋顶。